# Final Attraction Tour
A Final Attraction World Tour a Cinema Bizarre legsikeresebb turnéja.
Bár első koncert soroztuk volt, az összes jegy el kelt a turné jegyértékesítése alatt.
Észak és Kelet-Európát járták be a turné során.
A Moldovai és a Romániai koncertet helyszíni problémák miatt kénytelenek voltak lemondani.
A Final Attraction World Tour tükrözte azt, hogy a Cinema Bizarre képes meghódítani a világot.

## Az előadott dalok listája
1. She waits for me
2. They way we are
3. Escape To The Star
4. Get off
5. I don't Believe
6. Heavensent
7. How Does It Feel?
8. Forever or Never
9. Angel in Disgue
10. Silent Scream

Dobszoló:
1. Lovesongs (They Kill Me)
2. Escape To The Star
3. Dysfunctional Family

## Turné dátumok
| 2008.07.06       | Šventoji Palanga | Litvánia    | Saltsound Festival |
| 2008.08.07       | Malmö            | Svédország  | KB Club            |
| 2008.08.08       | Skandeborg       | Dánia       | Smukkeste Festival |
| 2008.08.09       | Koppenhága       | Dánia       | Vega Musikkens Hus |
| 2008.08.10       | Oslo             | Norvégia    | John Dee Club      |
| 2008.08.11       | Stockholm        | Svédország  | Klubben            |
| 2008.08.13       | Helsinki         | Finnország  | Nosturi            |
| 2008.08.29       | Berlin           | Németország | Ifa Sommergarten   |
| 2008.10.01       | Milánó           | Olaszország | Alcatraz           |
| 2008.10.16       | Krasznodar       | Oroszország | Premiera           |
| 2008.10.18       | Moszkva          | Oroszország | Club Toca          |
| 2008.10.19       | Szentpétervár    | Oroszország | Orlandina          |
| 2008.10.21       | Riga             | Lettország  | Sapnu Fabrika      |
| 2008.10.22       | Vilnius          | Litvánia    | UPA                |
| Törölt koncertek |                  |             |                    |
| 2008.10.24       | Kisinyov         | Moldova     | People Club        |
| 2008.10.25       | Iaşi             | Románia     | Planet Club        |